# Fernando Silva (xadrezista)
Fernando Ribeiro da Silva (4 de agosto de 1950) é um xadrezista português, detendo o título de Mestre Internacional de Xadrez. Em junho de 2007, com 2 351 pontos, ocupava a nona posição em Portugal, segundo o ranking da FIDE.